# Économie de Meurthe-et-Moselle

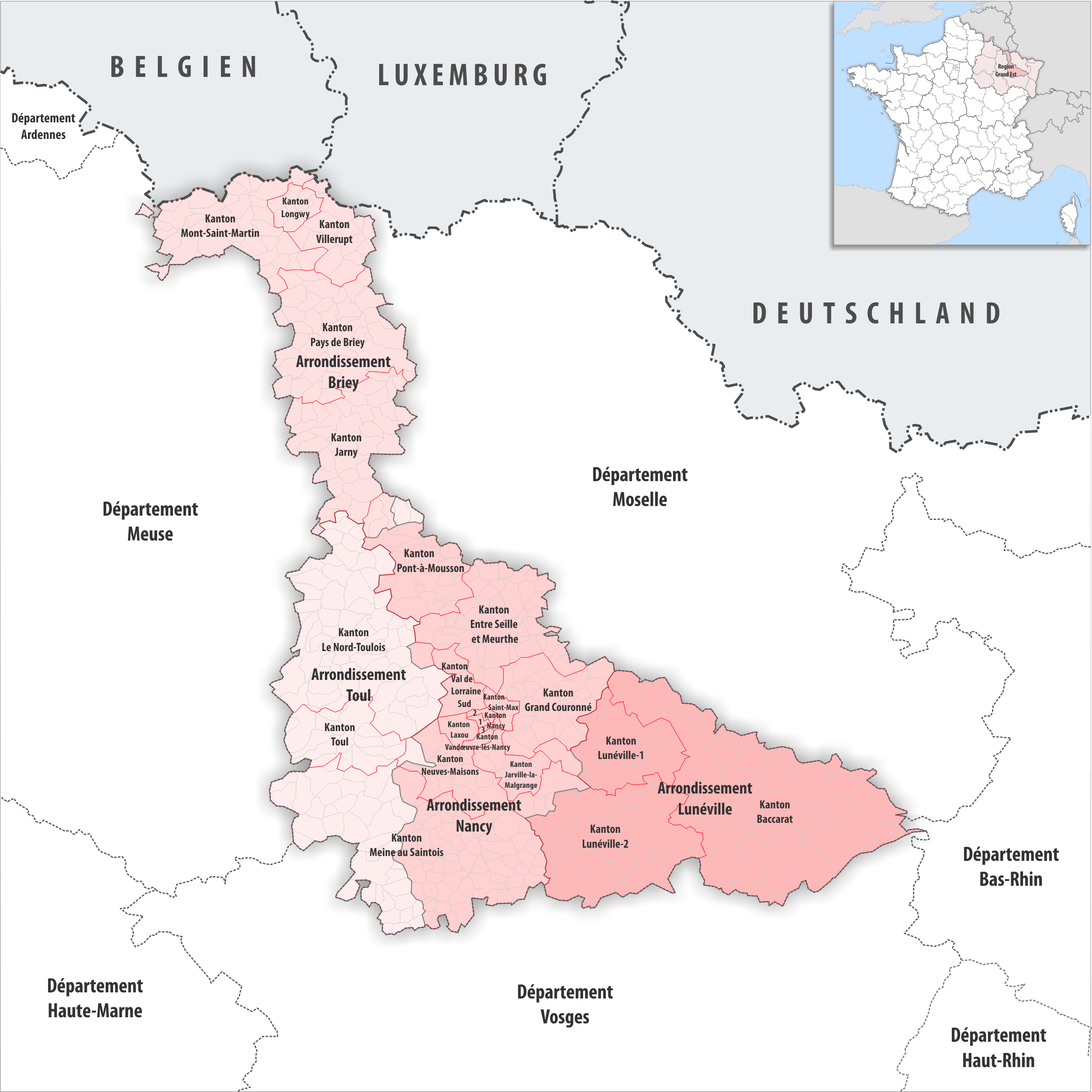
Carte du département

L'économie de la Meurthe-et-Moselle a reposé au XIXe siècle sur l'industrie lourde, en particulier la sidérurgie, avec les sites de Pompey, Neuves-Maisons au sud et Briey dans le nord du département. Après la crise de ces industries à la fin du XXe siècle, le département tente de promouvoir  de nouvelles activités basées sur le savoir-faire industriel et technologique.

## Les 10 premières entreprises de Meurthe-et-Moselle[1][sourceinsuffisante]
1. Société des Véhicules Automobiles à Batilly (1760 M€) : construction conception de véhicules automobiles utilitaires. Filiale de Renault.
2. Colas Nord Est à Nancy (793 M€) : travaux publics.
3. Alliance Régionale Est Appro à Nancy (617 M€ ) : engrais, phytosanitaire, semence : maïs, tournesol, colza et équipements.
4. Saint Gobain à Pont-à-Mousson (577 M€) :  conception, production et la commercialisation de solutions destinées au transport de l'eau, l’assainissement, la voirie et le bâtiment.
5. CPE Energies à Maxéville (496 M€ ) : distribution des énergies : fioul domestique, gazole non routier, carburants, lubrifiants, gaz naturel, granulés de bois.
6. Chaussea à Valleroy (318 M€ ) : commerce de chaussures.
7. Sofidel à Frouard (269 M€ ) : papier à usage sanitaire, domestique et collectivités (papier tissu), papier toilette, essuie-tout, mouchoir, rouleaux industriels.
8. Terialis à Laxou (238 M€ ) : coopérative agricole.
9. Batigere à Nancy (208 M€ ) : location et la gestion de logements sociaux, neufs,anciens et terrains.
10. Coopérative Agricole de Lorraine à Laxou (198 M€) : coopérative agricole